# 何大安 (中央研究院院士)
何大安（1948年9月22日—），出生於福建廈門，臺灣語言學家，中央研究院院士。

## 生平
一歲就跟著在警界服務的父親來臺。國立臺灣大學中國文學系學士、中國文學研究所碩士、博士。
先後擔任國立臺灣大學中文系助理教授、中央研究院歷史語言研究所助理研究員、中央研究院歷史語言研究所副研究員、中央研究院歷史語言研究所研究員、中央研究院歷史語言研究所第二組（語言組）主任、中央研究院語言學研究所籌備處處主任乃至所長等職，並在2010年獲選為中研院院士。
主要研究領域為漢語音韻史、漢語方言學、南島語言學。

## 學歷
| 時間 | 學位                       |
| ---- | -------------------------- |
| 1970 | 國立台灣大學中國文學系學士 |
| 1973 | 國立台灣大學中國文學系碩士 |
| 1981 | 國立台灣大學中國文學系博士 |

## 經歷
| 時間                  | 職稱                                                                                              |
| --------------------- | ------------------------------------------------------------------------------------------------- |
| 1970/08-1973/07       | 國立台灣大學中文系助教                                                                            |
| 1975/08--1981/07      | 中央研究院歷史語言研究所助理研究員                                                                |
| 1981/08-1987/07       | 中央研究院歷史語言研究所副研究員                                                                  |
| 1987/08-1997/08/12    | 中央研究院歷史語言研究所研究員                                                                    |
| 1991/09-1994/08       | 中央研究院歷史語言研究所語言學組主任                                                              |
| 1989-1991             | 國立政治大學邊政研究所兼任教授                                                                    |
| 1989-1997             | 國立台灣大學中國文學研究所兼任教授                                                                |
| 1990-1992             | 國立清華大學語言學研究所兼任教授                                                                  |
| 1991                  | Visiting Professor, Summer Institute of Chinese Linguistics, Santa Cruz, University of California |
| 1996-1997             | 國立成功大學中國文學研究所兼任教授                                                                |
| 2000-2002             | 國家科學發展委員會人文處語言學門召集人                                                            |
| 2000/06/15-2004/02/20 | 中央研究院語言學研究所籌備處處主任                                                                |
| 2003-2006             | 中央研究院人文社會科學研究中心顧問委員會委員                                                      |
| 2003-2008             | 中央研究院歷史語言研究所學術諮詢委員會委員、中央研究院政治學研究所籌備處學術諮詢委員會委員        |
| 2004-2006             | 國立清華大學語言學研究所兼任教授                                                                  |
| 2005-2007             | 中央研究院學術規劃委員會委員                                                                      |
| 2006/08/01-2008/06/26 | 中央研究院語言學研究所長                                                                          |
| 2006-2008             | 中央研究院評議員                                                                                  |
| 2008-2009             | 國立台灣大學臺灣文學研究所兼任教授、國家科學發展委員會人文處諮議委員                              |
| 2010                  | 中央研究院語言學研究所榮休研究員                                                                  |
| 2010/07               | 中央研究院第二十八屆人文及社會科學組院士                                                          |

## 榮譽
| 時間                            | 獎項                                           |
| ------------------------------- | ---------------------------------------------- |
| 1987、1988、1991、1993          | 國家科學發展委員會優秀獎                       |
| 1989-1991、1996-1998、1998-2000 | 國家科學發展委員會傑出獎                       |
| 1994-1996                       | 中華教育文化基金會講座教授                     |
| 2000                            | 教育部原住民語言研究著作甲種獎（共同作者）     |
| 2002-2004、2005-2007            | 國家科學發展委員會特約研究獎                   |
| 2008                            | 國家科學發展委員會傑出特約研究獎               |
| 2009                            | 臺灣語言學學會終身成就獎（页面存档备份，存于） |
| 2010/07                         | 中央研究院第二十八屆人文及社會科學組院士       |

## 研究簡介
研究方向：語言史
研究領域：漢語音韻史、漢語方言學、南島語言學
目前課題：台灣語言地理資訊系統、從上古到中古的音韻演變、戲曲音韻、新出簡書的篇章構詞與句法、語言典藏

## 研究計畫
| 時間            | 計畫名稱                       |
| --------------- | ------------------------------ |
| 1993/01-1993/12 | 南泰語假說的再檢討             |
| 1994/01-1996/07 | 排灣群語言比較研究             |
| 1996/08-1998/07 | 南北朝音韻史                   |
| 1998/08-2001/07 | 漢語方言的規律史研究           |
| 1999/10-2001/03 | 台灣地區漢語方言地圖繪製計畫   |
| 2001/08-2004/07 | 漢語方言的層次與分群           |
| 2004/08-2007/07 | 漢語音韻史（一）：從上古到中古 |

## 著作
何大安。1981。《南北朝韻部演變研究》。台灣大學中文研究所博士論文。
何大安。1987。《聲韻學中的觀念和方法》。台北：大安出版社。
何大安。1987。《規律與方向：變遷中的音韻結構》中央研究院歷史語言研究所專刊之90。台北：中央研究院。

## 資料來源
中央研究院語言學研究所（页面存档备份，存于）

## 外部連結
《大紀元》2010/07/08 台新院士何大安 視力受損研究不輟（页面存档备份，存于）
《自由時報》2010/07/09 獨眼何大安 唯一本土養成院士